# FC Den Bosch '67 in het seizoen 1972/73
Het seizoen 1972/1973 was het 19e jaar in het bestaan van de Bossche betaaldvoetbalclub FC Den Bosch '67. De club kwam uit in de Eredivisie en eindigde daarin op de 18e plaats, dit betekende dat de club rechtstreeks degradeerde naar de Eerste divisie. Tevens deed de club mee aan het toernooi om de KNVB Beker, hierin werd in de eerste ronde verloren van AZ '67 (0–2).

## Wedstrijdstatistieken

### Eredivisie
|       | Ajax  | FC Amsterdam | AZ '67 | Excelsior | Feyenoord | Go Ahead Eagles | FC Groningen | FC Den Haag-ADO | Haarlem | MVV   | NAC   | N.E.C. | PSV   | Sparta | Telstar | FC Twente '65 | FC Utrecht |
| ----- | ----- | ------------ | ------ | --------- | --------- | --------------- | ------------ | --------------- | ------- | ----- | ----- | ------ | ----- | ------ | ------- | ------------- | ---------- |
| Thuis | 1 – 2 | 0 – 0        | 1 – 2  | 0 – 0     | 0 – 2     | 2 – 1           | 1 – 1        | 2 – 1           | 0 – 0   | 1 – 0 | 2 – 0 | 0 – 1  | 1 – 4 | 0 – 5  | 0 – 1   | 0 – 2         | 3 – 0      |
| Uit   | 9 – 0 | 3 – 2        | 0 – 0  | 4 – 1     | 4 – 0     | 1 – 0           | 4 – 2        | 0 – 0           | 2 – 1   | 1 – 1 | 4 – 0 | 7 – 0  | 3 – 0 | 3 – 1  | 3 – 1   | 2 – 0         | 1 – 0      |

### KNVB Beker
| 1e ronde                                        | AZ '67                         | 2 – 0 (1 – 0) | FC Den Bosch '67 |
| 10 december 1972 Plaats: Alkmaar Alkmaarderhout | Wim de Jager 37' Kees Kist 66' |               |                  |

## Statistieken FC Den Bosch '67 1972/1973

### Eindstand FC Den Bosch '67 in de Nederlandse Eredivisie 1972 / 1973
| Stand | Gespeeld | Gewonnen | Gelijk | Verloren | Punten | Doelpunten voor | Doelpunten tegen |
| ----- | -------- | -------- | ------ | -------- | ------ | --------------- | ---------------- |
| 18e   | 34       | 5        | 7      | 22       | 17     | 23              | 73               |

### Topscorers
| #      | Naam                | Goal |
| ------ | ------------------- | ---- |
| 1.     | Dick Beek           | 5    |
| 2.     | Volker Graul        | 4    |
| 3.     | Ad van Gelder       | 3    |
| 4.     | Leo Ouwens          | 2    |
| 4.     | Joop Wildbret       | 2    |
| 6.     | Loet Donkers        | 1    |
| 6.     | Ad Graaumans        | 1    |
| 6.     | Ilija Mitić         | 1    |
| 6.     | Miel Pijs           | 1    |
| 6.     | Hans Salfischberger | 1    |
| 6.     | Ad Vaessen          | 1    |
| 6.     | Herman Vreeburg     | 1    |
| Totaal | Totaal              | 23   |

| #      | Naam        | Goal |
| ------ | ----------- | ---- |
| –      | Geen speler | 0    |
| Totaal | Totaal      | 0    |

## Voetnoten
Ajax ·
FC Amsterdam ·
AZ '67 ·
FC Den Bosch '67 ·
Excelsior ·
Feyenoord ·
Go Ahead Eagles ·
FC Groningen ·
FC Den Haag-ADO ·
Haarlem ·
MVV ·
NAC ·
N.E.C. ·
PSV ·
Sparta ·
Telstar ·
FC Twente '65 ·
FC Utrecht